# Osnago
Osnago är en ort och kommun i provinsen Lecco i regionen Lombardiet i Italien. Kommunen hade 4 750 invånare (2018).